# Friederike Krabbe

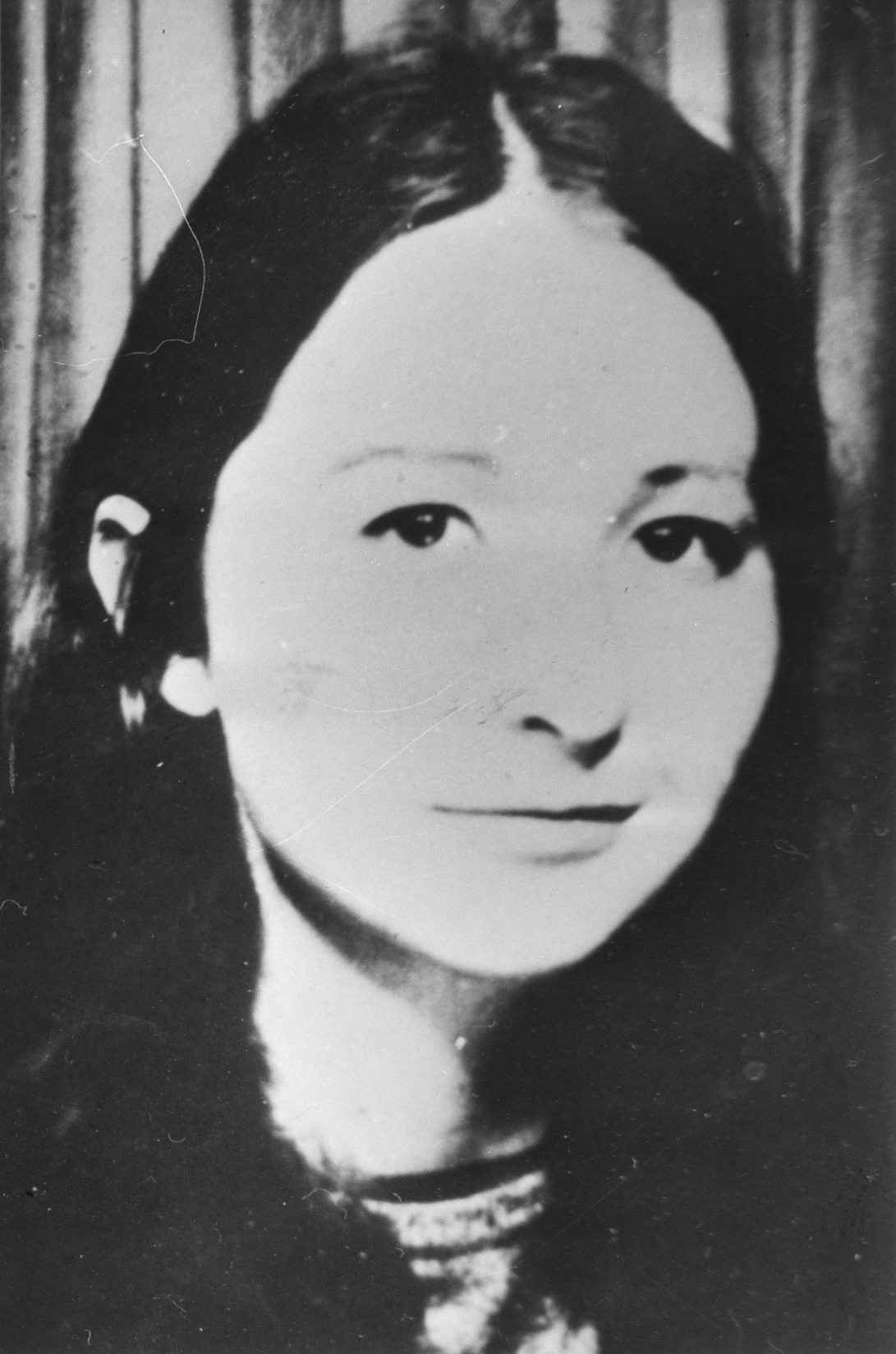
Friederike Krabbe, 1977

Friederike Charlotte Wilhelmine Krabbe (* 31. Mai 1950 in Bentheim) ist eine ehemalige mutmaßliche Terroristin der Rote Armee Fraktion (RAF).

## Leben
Krabbe studierte von 1970 bis 1973 in Berlin und Heidelberg Psychologie, Pädagogik und Soziologie und von 1973 bis 1976 in Heidelberg Medizin (jeweils ohne Abschluss). Während ihres Studiums schloss sie sich dem Heidelberger Sozialistischen Patientenkollektiv (SPK) an. Nach dessen Auflösung schlossen sich einige ehemalige SPK-Mitglieder, unter ihnen auch Krabbes Schwester Hanna Krabbe, der RAF an. Auch Friederike Krabbe nahm Kontakt zur RAF auf.
Friederike Krabbe mietete im Zusammenhang mit der Entführung des Arbeitgeberpräsidenten Hanns Martin Schleyer im Sommer 1977 unter falschem Namen eine Wohnung. Während der Entführung selbst hielt sie sich offenbar gemeinsam mit anderen RAF-Mitgliedern in Amsterdam auf. Die Entführer forderten unter anderem auch die Freilassung der 1975 verhafteten Hanna Krabbe. Kurz vor der Ermordung Schleyers setzte sich Friederike Krabbe mit einigen RAF-Mitgliedern in den Irak ab. Nach Aussage mehrerer ehemaliger RAF-Mitglieder trug Krabbe innerhalb der Organisation den Decknamen „Käthe“, der in von der Polizei sichergestellten Dokumenten auftauchte.
Das ehemalige RAF-Mitglied Monika von Seckendorff sagte am 26. Oktober 1997 als Zeugin in der Hauptverhandlung gegen Monika Haas aus, dass sie nach der Entführung Schleyers 1977 zusammen mit Friederike Krabbe und Elisabeth von Dyck in einem kleinen Haus in Bagdad gewohnt habe. Ein palästinensischer V-Mann des Bundeskriminalamts meldete Ende der 1970er Jahre, dass Krabbe sich der terroristischen Organisation des 15. Mai um den palästinensischen Bombenspezialisten Muhammad al-Umari (Kampfname: Abu Ibrahim) angeschlossen habe, einer nach dem Tod Wadi Haddads aus dessen PFLP-EO entstandenen Gruppierung. Umari, der mehreren RAF-Mitgliedern als Ausbilder diente, soll sie später geheiratet haben. Bis kurz vor dem Irakkrieg 2003 soll sich Krabbe in Bagdad aufgehalten haben.
2008 gehörte Krabbe mit Daniela Klette, Ernst-Volker Staub und Burkhard Garweg zu den letzten vier mutmaßlichen Terroristen, nach denen im Zusammenhang der RAF-Attentate noch gefahndet wurde. Im Gegensatz zu den übrigen drei wurde ihr Name jedoch spätestens 2012 von der öffentlichen Fahndungsliste des BKA entfernt, wenngleich mindestens bis 2017 noch mit Internationalem Haftbefehl nach ihr gesucht wurde. Krabbe wird im Libanon vermutet.